# Fuckstory (textová hra)
Fuckstory je herní série tří vydaných textových her vytvořených Davidem Havlíčkem v letech 2001 až 2004. Jedná se o textovou hru ve stylu gamebook, v níž se hráč vžije do role teenagera jménem Čeněk, který nemá rád školu a tak z ní během vyučování uteče a pak prožívá všelijaká dobrodružství zakončená většinou ve společnosti nějaké pěkné dívky, kterou během svého toulání objeví.
Textová hra Fuckstory je vytvořena v programovacím jazyce QBasic a je primárně určena pro operační systém MS-DOS a z velké části běží v textovém režimu v základních dosovských barvách. Na úvod vás však přivítá grafický úvodní obrázek. I přes nevalné grafické zpracování se hra těšila na přelomu milénia velikým úspěchům u hráčské komunity.
V roce 2006 bylo ohlášeno pokračování s názvem Fuckstory 4: Fuckulta určené pro Microsoft Windows. Toto pokračování přes spousty avíz v následujících letech dosud nevyšlo a zda vyjde není dosud zřejmé. Přesto byla vydána již v roce 2006 funkční demoverze obsahující první epizodu z několika epizod, z nichž se toto pokračování mělo skládat.

## Díly
1. Fuckstory: Pátek
2. Fuckstory 2: Škola je kráva
3. Fuckstory 3: Gimpl

## Obsahy dílů
(tak jak jsou popsány na oficiálních stránkách hry)

Úvodní obrázek prvního dílu textové hry Fuckstoryy

1. Fuckstory: Pátek (2001) „Jednoduchá dosovská textová hříčka, její vývoj trval zhruba šest měsíců a pracovalo se na ní někdy i několik hodin denně. Hra běží z velké části v textovém režimu v základních dosovských barvách, ale to je kvůli tomu, že vzorem pro vytvoření této hry byly pro autora (tedy pro mě) textové hry pro stará XTéčka a Robotrony. O co ve hře jde??? Prostě se nějak dostat na konec. Ráno se probudíte, musíte se nějak dostat do školy, tam strávit alespoň trochu času, pozvat tam svojí oblíbenou dívku na rande a pak nějakým způsobem ze školy zdrhnout. Budete odvezeni do nemocnice z níž vás nechtějí pustit. Když se vám povede opustit i nemocnici, musíte se dostat domů, pak musíte zpět do města pro dívku, jít s ní na rande do disko-klubu, tam jí vyznat něco jako lásku atd.atd.atd. Ve hře je ukryt emulátor starých robošrot počítačů, textová hra na hádání sirek, mini tenis apod. Jako bonus je ke hře přiloženo i několik různorodých povídek.“

Úvodní obrázek druhého dílu hry

2. Úvodní obrázek druhého dílu hryFuckstory 2: Škola je kráva (2003) „Po absolvování deváté třídy sis užil krátkých deštivých letních prázdnin a pak si opět nastoupil do deváté třídy – propadl si a teď máš celý dlouhý rok na to, aby sis svojí oblíbenou devítku pro velký úspěch zopakoval. A tak se jednoho kalného podzimního dne probouzíš zimou ve svém kutlochu a protože autobus do ústavu ti jede až za pět minut, nemusíš nikam spěchat. Vyčistíš si zuby pilníkem, oblečeš se, posnídáš psí granule, vezmeš si na záda aktovku připomínající parní kotel a jdeš na autobus. Ten ti však z nepochopitelných důvodů ujel a tak stopneš kombajn, který tě zaveze až ke škole. V ní se setkáš s řadou zajímavých podivínů. Ovšem nějak tě to tam přestane bavit a tak se rozhodneš, že ze školy zdrhneš. Cestou k východu však na chodbě potkáváš Kristýnu, dívku která se nedávno přistěhovala a která se ti velmi líbí, poněvadž je opravdu hodně zajímavá. Dosud si však neměl příležitost si s ní pokecat, to se však brzy změní, protože Kristýnu to v nové škole také vůbec nebaví a tak zdrhne s tebou. “

Úvodní obrázek třetího dílu textové hry Fuckstory

1. Fuckstory 3: Gimpl (2004) „Třetí pokračování příběhu o svérázném teenagerovi – Čendovi. Po mnoha letech strávených na základní škole se mu konečně poštěstilo, byl přijat na střední školu. A to ne na školu ledajakou. Navštěvuje totiž gymnázium. Jenže zjišťuje, že i střední škola je bohužel jenom vzdělávací ústav a že i tady se bude muset učit. Škola navíc nemá dostatek míst a tak jede i na noční směny. I Čenda musí trávit noci ve staré školní budově a tak se nelze divit, že ke škole získává znovu odpor. A tak nakonec jednoho dne (nebo spíš noci) ze školy zdrhne a vydá se domů. O lásku ani tentokrát nebude nouze. Ve městě se koná tradiční pouť a tam se Čenda znovu setkává s nádhernou dívkou, kterou poznal v autoškole. No a protože pouť může být poměrně romantická záležitost, tak z toho vzniká další fuck-story. Fuckstory 3: Gimpl je mnohem delší než díly předchozí. Navíc je rozloženo do dvou po sobě jdoucích dní. Navštívíte zde i mnohem více míst a setkáte se s více lidmi než ve Fuckstory: Pátek a Fuckstory 2: Škola je kráva. Stylistika je trošku jinde... Už to není příliš podobné C. D. Paynovi, se kterým byl styl psaní v FS1 a FS2 srovnáván. Přesto je ale hra pojata jako veselá humorná věc pro mladé, které štve konvenční vzdělávací systém a kteří se rádi baví.“

## Nedokončené pokračování

Fuckstory 4: Fuckulta - Úvodní obrázek čtvrtého dílu textové hry Fuckstory

V roce 2006 bylo rozpracováno čtvrté pokračování hry s podtitulem Fuckulta - určené pro Windows a běžící na herním enginu napsaném v Delphi. Základním rozdílem kromě operačního systému měla být oproti první třem dílům širší základna vývojářů - tedy programátor, autor, grafici a kreslíři a hra, ač textová, měla být doplněna obrázky dokreslujícími popisovaný děj. David Havlíček zde působil hlavně jako řídící člen celé vývojářské skupiny. Psaní herního děje se ujal povídkář říkající si Parizval. Hra měla být rozdělena do cca pěti epizod, z nichž čtyři byly dokončeny, ale pak se práce zastavily a doposud (2020) přes různé proklamace Davida Havlíčka se nerozběhly. Přesto ale vznikla funkční demoverze hry, kterou si lze stáhnout na oficiálních stránkách hry.

## Remaky a herní mutace
Vzniklo i několik remaků a mutací Fuckstory či her inspirovaných právě počítačovou hrou Fuckstory - například Normal Scool Day: Houby a Takovej normální den, ty lze stáhnout například na českém textovkářském webu Textovkářův ráj - textovky.cz
Fanoušci této hry také vytvořily anglickou jazykovou mutaci, dále existuje remake prvního dílu pro Android nebo v Javě pro webový prohlížeč. Existuje také možnost zahrát si původní verze hry on-line interpretované emulátorem DosBox.

## Textová hra Nostalgia

Úvodní obrázek textové hry Nostalgia

V době vzniku textových her ze série Fuckstory vytvořil David Havlíček ještě jednu textovou hru s názvem Nostalgia, stalo se tak v roce 2003. Textová hra Nostalgia se hrám Fuckstory značně podobá. Jde taky o příběh teenagera, který se protlouká životem a snaží se sbalit nějakou slečnu. Děj hry je zasazen do podzimní pošmourné nálady a příběh nemá za cíl být veselý, nejedná se tedy - na rozdíl od Fuckstory - o humornou textovou hru.